# CREWでございます!
『CREWでございます！』（クルーでございます）は、御前モカによる日本の漫画。
『プリンセスGOLD』（秋田書店）にて2015年7月号から2016年12月号まで連載。以降、『プリンセスGOLD』及び『月刊プリンセス』（同書店）にて不定期掲載されていた。後に秋田書店のウェブコミック配信サイト『チャンピオンクロス（旧）』（2015年6月30日 - 2018年6月12日）、『マンガクロス』（2018年7月10日 - 2023年4月4日）、『チャンピオンクロス（新）』（2024年6月15日 - ）で不定期に連載されている。

## 概要
作者が某国航空会社のキャビンアテンダント（CA）及び国内のスチュワーデススクール講師だった経験を元にして描かれている。タイトルのCREWは「CABIN CREW=客室乗務員」のことで、航空業界ではCAではなくCREWと呼ぶところが多い。
作者がコミティアの秋田書店ブースに自作の漫画原稿を持ち込んだところ、元CAという経歴に興味を持った編集者が、CAの体験漫画を描くよう勧める。それを受けて執筆した本作がデビュー作にして初連載漫画となった。
CREWは憧れの職業であり一見華やかに見える世界だが、実は過酷な職業であること、緊急時の保安要員であることがユーモラスに描写されている。
航空機の安全対策がテーマの一つで、CREWの業務内容や人間模様を交えながら航空事故防止にまつわるエピソードを描き、読者が安全対策に関心を高める漫画になっている。

## 登場人物
キャラクター達は架空の航空会社「大和航空」に勤務している。CREWの個性を尊重する航空会社が多く、大和航空もそうで個性豊かなキャラクター達が登場する。
御前モカ（おんまえ モカ）
主人公、作者の分身かつ狂言回しに当たるキャラ。本作時点では中堅CREW（元翼）、2頭身で目元を黒い帯で隠した姿で描かれている。
ミイさん
御前と同期のモード系CREW。
ボブ子先輩（ボブこせんぱい）/ 神野櫻子（じんの さくらこ）
何があっても崩れないボブカットが特徴、新人時代に壮絶な事故に遭った経験をもつベテランCREW（中ボス）。
ルウ姐（ルウねえ）/ 龍司（りゅうじ）
おネエだが職務中は男性CREWに徹する客室総責任者チーフパーサー（大ボス）、元モデルのハーフでボブ子先輩と同期、部下の面倒見がよく社内で表彰されたこともある。
父方にとある国の王位継承権があった（放棄している）家柄で、そのことで陰口を叩かれていた経験も多い。
シゲリーナ/ シゲル
おネエの男性CREW、御前がヒヨコ時代の教育係。
（CREW業界はマインド教育を積極的に行い、故にLGBTにも許容性があり先進的）
みちよさん
2児の母であり仕事と育児を両立させてきたベテランCREW。娘の「ちよ」はアイドルでCREW志望。
ジョー
機長、安全のためには手厳しい態度も取る、ルウ姐の親友。
一文字菊男（いちもんじ きくお）
ベテラン機長
山上仁（やまがみ じん）
副操縦士、幼少期に激しい機体の揺れに遭遇した経験がある。
土屋哲也（つちや てつや）
副操縦士、自室のトイレにイメージトレーニング用の計器の絵を書いた紙を貼り付けている。祖父もパイロットだった。
ヒヨコちゃん
入社から5年以内の新人CREW。
（さらに飛ぶ前の新人はタマゴ）
地上（ちじょう）ちゃん
空港内で地上勤務するグランドスタッフ（地上係員）
かわ担（かわたん）さん
作者の担当編集者、本作を執筆している次元での存在で一般読者代表として作者から説明を受けたり疑問を投げかける役割もする。

## 書誌情報
単行本はA5判で刊行されている。
- 『CREWでございます! スチュワーデスお仕事日記』2016年6月16日発売、ISBN 978-4-253-10791-4[4]、17フライト＋1特別フライト収録
- 『CREWでございます! 燃える!! スチュワーデス物語』2017年6月16日発売、ISBN 978-4-253-10792-1[5]、17フライト収録
- 『CREWでございます! newスチュワーデス物語』2018年5月16日発売、ISBN 978-4-253-10793-8[6]、18フライト収録
- 『CREWでございます! 負けるな!航空業界!』2021年8月16日発売、ISBN 978-4-253-10795-2[7]